# Guðjón Baldvinsson
Guðjón Baldvinsson (* 15. Februar 1986 in Reykjavík) ist ein isländischer Fußballspieler. Der Stürmer, der 2009 in der isländischen Nationalmannschaft debütierte, spielte in seiner bisherigen Karriere in seinem Heimatland und Schweden.

## Werdegang
Guðjón debütierte 2003 für den seinerzeitigen Zweitligisten UMF Stjarnan im Erwachsenenfußball, wo er als junger Nachwuchsspieler zunächst die Rolle eines Ergänzungsspielers einnahm. Nach dem Abstieg in die Drittklassigkeit Ende 2004 eroberte er sich einen Stammplatz und war mit 14 Toren in 17 Saisonspielen einer der Garanten für den direkten Wiederaufstieg. Auch in der zweiten Liga zeigte er seine Torgefährlichkeit. Am Ende der Spielzeit 2007 standen zwölf Torerfolge in der Meisterschaft für ihn zu Buche, was ihm den dritten Platz in der Torschützenliste einbrachte. Daraufhin nahm ihn der Rekordmeister KR Reykjavík ab der Spielzeit 2008 unter Vertrag. Gemeinsam mit Björgólfur Hideaki Takefusa bildete er das Sturmduo des Klubs in der Pepsideild, der die Spielzeit auf dem vierten Tabellenplatz beendete. Mit neun Saisontoren war er hinter dem 14-fach erfolgreichen Björgólfur zweitbester vereinsinterner Torschütze und landete unter den besten zehn Torschützen des Landes.
Anfang 2009 schloss sich Guðjón dem schwedischen Klub GAIS an. Bevor er jedoch mit dem Göteborger Verein in die Saison startete, bestritt er im März bei der 1:2-Niederlage gegen die Auswahl der Färöer sein Länderspieldebüt. In der anschließenden Spielzeit kam er jedoch nicht über den Status eines Ergänzungsspielers hinaus. Lediglich fünf Spieleinsätze in der Allsvenskan als Einwechselspieler absolvierte er bis zum Saisonende, zudem sechs Partien für die Reservemannschaft. Daraufhin verlieh ihn der Klub ab März 2010 gemeinsam mit seinem Landsmann Guðmundur Reynir Gunnarsson nach Island.
Für KR erzielte Guðjón in 13 Spielen zehn Tore, mit vier Toren Rückstand auf Alfreð Finnbogason belegte er den fünften Rang in der Torschützenliste der Pepsideild. Im folgenden Frühjahr wechselte er auf permanenter Basis nach Island und unterschrieb bei dem Klub einen Drei-Jahres-Vertrag. An der Seite von Kjartan Finnbogason, Baldur Sigurðsson, Viktor Bjarki Arnarsson und Hannes Þór Halldórsson dominierte er mit der Mannschaft die Meisterschaft und holte am Saisonende den 25. Meistertitel der Vereinsgeschichte.
Zum Jahreswechsel 2011/12 wechselte Guðjón zurück nach Schweden und schloss sich Halmstads BK in der Superettan an, wo er einen Drei-Jahres-Vertrag unterzeichnete. Mit 16 Saisontoren trug er maßgeblich zum Aufstieg der Mannschaft um Karl-Johan Johnsson, Ryan Miller, Christian Järdler und Johnny Lundberg in die Allsvenskan bei. In der Folge kehrte er im Herbst in den Kreis der Nationalelf zurück, bei der 0:2-Niederlage gegen die Schweiz am 16. Oktober im Rahmen der Qualifikation zur Weltmeisterschaftsendrunde 2014 bestritt er als Einwechselspieler sein zweites Länderspiel.